# Euhadra quaesita
Euhadra quaesita е вид сухоземно коремоного от семейство Camaenidae.

## Разпространение
Този вид охлюв е разпространен в Япония.